# پارک شبه‌ملی مورو-اکامه-ائویاما
پارک شبه‌ملی مورو-اق‌امه-ائویاما (به لاتین: Murō-Akame-Aoyama Quasi-National Park) یک منطقهٔ مسکونی در ژاپن است که در استان میه واقع شده‌است.